# Rołand Gigołajew
Rołand Tejmurazowicz Gigołajew (ros. Роланд Теймуразович Гиголаев, oset. Джиголаты Таймуразы фырт Роланд, Dżigolaty Tajmurazy fyrt Roland; ur. 4 stycznia 1990 w Tbilisi) – rosyjski piłkarz osetyjskiego pochodzenia występujący na pozycji obrońcy lub pomocnika w klubie Achmat Grozny.

## Kariera klubowa
W wieku 12 lat rozpoczął treningi w szkółce piłkarskiej Junost Władywostok. Po przeprowadzce jego rodziny do Petersburga przez 2 lata szkolił się w klubie Smiena Petersburg. W 2007 roku przeniósł się do Zenitu Petersburg, gdzie trenował w zespołach młodzieżowych i grał w zespole rezerw. W czerwcu 2008 roku decyzją trenera Dicka Advocaata wystąpił w meczach towarzyskich przeciwko Helsingborgs IF i FC København. W sezonie 2009 wywalczył z młodzieżowym zespołem Zenitu mistrzostwo Rosji. Podczas kadencji Luciano Spallettiego kilkukrotnie trenował z pierwszym zespołem Zenitu, jednak nie zaliczył ani jednego oficjalnego występu.

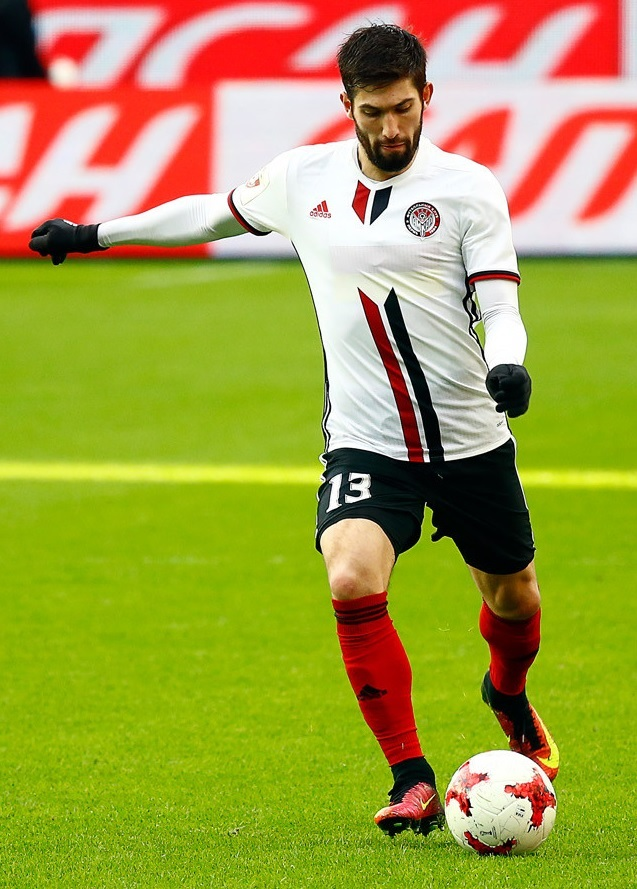
Gigołajew w barwach Amkaru Perm (2017)

W lutym 2011 roku został zawodnikiem Ałaniji Władykaukaz (FNL), z którą podpisał czteroipółletni kontrakt. Zadebiutował 4 kwietnia tego samego roku w wygranym 3:0 meczu z Torpedo Włodzimierz, w którym zdobył 2 bramki. W sezonie 2010/11 dotarł z Ałaniją do finału Pucharu Rosji, w którym jego zespół uległ 1:2 CSKA Moskwa. Latem 2011 roku zaliczył 3 występy w eliminacjach Ligi Europy 2011/12, gdzie jego klub został wyeliminowany w dwumeczu przez Beşiktaş JK (0:3 i 2:0). W sezonie 2011/12 awansował z Ałaniją do Priemjer-Ligi. Zadebiutował w niej 1 września 2012 w meczu przeciwko Amkarowi Perm (1:1). W rundzie jesiennej sezonu 2012/13 pełnił rolę zmiennika i rozegrał 7 meczów, nie zdobył żadnego gola. W grudniu 2012 roku został przez prezydenta i jednocześnie trenera zespołu Walerija Gazzajewa wystawiony na listę transferową.
W lutym 2013 roku Gigołajew został wypożyczony do Pietrotriestu Petersburg (FNL), gdzie rozegrał 8 ligowych spotkań. W lipcu 2013 roku został definitywnie pozyskany przez Dinamo Petersburg, które przejęło licencję Pietrotriestu. W pierwszej połowie sezonu 2013/14 rozegrał 22 spotkania. W styczniu 2014 roku skorzystał z zapisu w umowie, gwarantującego mu możliwość odejścia w zimowym oknie transferowym.
W lutym 2014 roku podpisał dwuipółletni kontrakt z Ruchem Chorzów trenowanym przez Jána Kociana. 11 maja 2014 zadebiutował w Ekstraklasie w wygranym 3:1 spotkaniu przeciwko Zawiszy Bydgoszcz. W sierpniu tego samego roku wystąpił w dwumeczu z Metalistem Charków w IV rundzie eliminacyjnej Ligi Europy 2014/15, po którym Ruch odpadł z rozgrywek. 8 grudnia 2014 w wygranym 2:0 meczu z Podbeskidziem Bielsko-Biała zdobył pierwszą bramkę w polskiej lidze. Po zakończeniu rundy jesiennej sezonu 2015/16 klub rozwiązał z nim umowę, z powodu wyroku sądu, skazującego go za prowadzenie samochodu pod wpływem alkoholu. Ogółem w barwach Ruchu rozegrał 40 ligowych spotkań, w których zdobył 5 bramek.
W lutym 2016 roku Gigołajew został zawodnikiem Amkaru Perm, w barwach którego zanotował 31 występów i strzelił 3 gole. W lipcu 2017 roku przeniósł się do Achmatu Grozny. W sezonie 2017/18 z powodu kontuzji i związanej z tym rekonwalescencji zanotował jedynie 1 ligowy występ. W sezonie 2018/19 grał na wypożyczeniu w Anży Machaczkała, gdzie był podstawowym zawodnikiem i zakończył rozgrywki spadkiem z Priemjer-Ligi.

## Kariera reprezentacyjna
Zadebiutował w międzynarodowych rozgrywkach 5 stycznia 2008 w wygranym 2:0 spotkaniu przeciwko Słowacji U-19. Ogółem w reprezentacji Rosji U-19 wystąpił on ośmiokrotnie, w tym 3 razy w meczach eliminacji do Mistrzostwa Europy U-19 2009. W 2010 roku zaliczył 5 występów w reprezentacji U-20 w których zdobył 1 bramkę. W latach 2010–2011 rozegrał 2 spotkania w kadrze Rosji U-21.

## Życie prywatne
Urodził się w 1990 roku w Tbilisi w Gruzińskiej Socjalistycznej Republice Radzieckiej. Jego matka jest Rosjanką a ojciec pochodzi z Osetii Południowej. W 1995 roku jego rodzina przeprowadziła się do Władywostoku, skąd w 2005 roku przeniosła się do Petersburga.